# Ebbie
Ebbie är en amerikansk TV-film från 1995 i regi av George Kaczender. En moderniserad version av Charles Dickens En julsaga, om den hårda affärskvinnan och butiksägaren Elizabeth "Ebbie" Scrooge som får lära sig om julens innebörd av tre andar som besöker henne.

## Rollista i urval
- Susan Lucci - Elizabeth 'Ebbie' Scrooge
- Wendy Crewson - Roberta 'Robbie' Cratchet
- Ron Lea - Paul
- Molly Parker - Francine 'Frannie' (mor och dotter)
- Lorena Gale - Rita / Nuvarande Julens Ande
- Jennifer Clement - Gångna Julars Ande 1
- Nicole Parker - Gångna Julars Ande 2
- Susan Hogan - Mrs. Dobson
- Kevin McNulty - Mr. Dobson
- Taran Noah Smith - Tiny Tim
- Jeffrey DeMunn - Jake Marley
- Adrienne Carter - Ebbie som barn
- Bill Croft - Luther / Kommande Julars Ande